# Оленьковые
Оленько́вые, или оленьки́ (лат. Tragulidae), — семейство китопарнокопытных, клада китожвачные, подотряд жвачные. Единственное семейство в инфраотряде низших жвачных (лат. Tragulina). Населяют тропические леса Юго-Восточной Азии (Ява, Калимантан, Суматра), Шри-Ланки (Южная Азия)  и Западной Африки.

## Характеристика
Длина оленьковых варьирует от 40 до 80 сантиметров, рост в холке 20—40 сантиметров, масса от 2 до 15 килограммов. У них небольшая голова, вытянутая острая морда, большие глаза, сильно выгнутая спина и тонкие стройные ноги. Окраска покровительственная — бурая или коричневая с белыми пятнами. Рогов у оленьковых не бывает, но вместо них есть пара клыков на верхней челюсти, присущих только самцам. Оленьковые — самые примитивные представители подотряда жвачных. Они ходят на двух средних пальцах с копытами, но у них сохранились и два боковых пальца, отсутствующие у других жвачных. Желудок оленьковых также устроен гораздо проще и состоит из трёх отделов, а не четырёх.

## Происхождение
Оленьки, появившиеся на Земле около 50 млн лет назад (тогда ещё только начинали формироваться отряды древних копытных), практически не изменились и более других напоминают предков копытных — как внешним видом, так и образом жизни. Наибольшее распространение оленьки получили в миоцене.

## Поведение
Оленьки живут поодиночке и встречаются друг с другом только в период размножения. Спустя 5 месяцев после спаривания появляется один детёныш. Он кормится молоком в течение двух недель, а в 5 месяцев становится взрослым и покидает территорию родителей. Оленьки питаются различными частями растений, плодами, насекомыми, рыбой, крабами, мелкими грызунами. На поиски пищи выходят ночью, а днём прячутся в зарослях, под корнями, в дуплах деревьев, расположенных невысоко над землёй.

## Систематика
В семействе оленьковых 3 рода:
- Род Азиатские оленьки (Tragulus), или канчили
  - Малый оленёк (Tragulus javanicus), или яванский малый канчиль
  - Большой оленёк (Tragulus napu), или оленёк напу, или большой канчиль
  - Tragulus kanchil
  - Tragulus nigricans
  - Tragulus versicolor
  - Tragulus williamsoni
- Род Водяные оленьки (Hyemoschus)
  - Водяной оленёк (Hyemoschus aquaticus)
- Род Moschiola
  - Moschiola indica
  - Пятнистый оленёк (Moschiola meminna), или индийский оленёк, или пятнистый канчиль, или мемин
  - Moschiola kathygre
- Род † Dorcatherium